# Hanri de Lotbiniere Panet
Hanri de Lotbiniere Panet, britanski general, * 1896, † 1985.